# Minamoto no Yoshimitsu
Minamoto no Yoshimitsu (源 義光?; 1045 – 25 novembre 1127), figlio di Minamoto no Yoriyoshi, è stato un samurai del clan Minamoto durante il periodo Heian della storia del Giappone.
Suo fratello era il famoso Minamoto no Yoshiie. Viene riconosciuto come antico progenitore delle arti marziali giapponesi, Daitō-ryū aiki-jūjutsu. Yoshimitsu è anche conosciuto come Shinra Saburō (新羅 三郎?).